# 牧村正治
牧村 正治（まきむら まさはる、1946年 -）は、日本の歯科医師、歯学者。日本大学名誉教授、歯学博士。日本大学松戸歯学部歯科臨床検査医学講座教授、日本大学松戸歯学部長、日本大学副学長を歴任。

## 経歴
1971年日本大学歯学部卒業、以後日本大学松戸歯学部助手、講師、助教授を経て2002年より教授に就任。2006年より2012年まで松戸歯学部長。

## 著作
- 斎藤毅、大竹繁雄、才藤純一、牧村正治、山口雅庸 著、全国歯科衛生士教育協議会 編『歯科診療補助 臨床検査法』医歯薬出版〈新歯科衛生士教本〉、1995年8月。ISBN 978-4-263-42740-8。

## 所属団体
- 日本歯科医学会
  - 歯科基礎医学会第52回学術大会 会頭[5]
  - 日本歯科保存学会[3]
  - 日本口腔外科学会[3]
  - 日本歯周病学会[3]
  - 日本歯科理工学会[3]
  - 日本歯科医療管理学会[3]
  - 日本障害者歯科学会[3]
  - 日本老年歯科医学会[3]
  - 日本歯科医学教育学会 元理事[3]
  - 日本口腔インプラント学会[3]
- 日本医学会
  - 日本口腔科学会 元評議員[3]
  - 日本臨床検査医学会[3]
- 日本歯科人間ドック学会 常任理事[6]
- 日本大学口腔科学会 元会長[3]
- 歯科医療研修振興財団[3]
- 私立歯科大学協会 元常務理事[3]
- 長崎日本大学学園 理事[3]
- 日本学生相撲連盟 会長[7]
- 東日本学生相撲連盟 会長[7]

| 学職                                   | 学職                                                             | 学職                                                |
| -------------------------------------- | ---------------------------------------------------------------- | --------------------------------------------------- |
| 先代 大竹繁雄 第8代 1997年 -           | 日本大学松戸歯学部長 第9代 2006年 -                              | 次代 渋谷鑛 第10代 2012年 -                         |
| 先代 前田健康 第51回 2009年 朱鷺メッセ | 歯科基礎医学会学術大会・総会 会頭 第52回 2010年 タワーホール船堀 | 次代 竹内宏 (歯学者) 第53回 2011年 長良川国際会議場 |